# كاي ويلسون
كاي ويلسون (بالإنجليزية: Kay Wilson)‏ هي لاعب كرة قدم أمريكية أسترالية وبريطانية، ولدت في 19 سبتمبر 1991 في نوتنغهام في المملكة المتحدة.